# Stefan Alvén
Stefan Alvén, född 12 december 1968, är en svensk före detta fotbollsspelare (mittfältare).
Alvén var ordinarie i sina tre första säsonger i Malmö FF, men med nya tränaren Rolf Zetterlund under den fjärde säsongen blev det ont med speltid, vilket var främsta orsaken till klubbytet till Djurgården. Därefter var Alvén ordinarie i Djurgården fram till och med säsongen 1999 då Djurgården slutade på nedflyttningsplats och degraderades till Superettan. Nästa äventyr blev i det allsvenska laget IFK Norrköping för säsongerna 2000 och 2001. Därefter lade Alvén skorna på hyllan. Alvén var lagkapten i både Djurgården och IFK Norrköping.
I slutet av februari 2005 valdes Alvén som styrelseledamot till Djurgårdens IF Fotboll på ett år. I februari 2006 blev nya rollen sekreterare åt styrelsen under kommande 12-månadersperioden. Den 20 november 2009 fick Alvén en ny roll i Djurgården: sportchef. Den 19 maj 2010 blev Alvén även manager i Djurgården. 
Stefan Alven avgick den 4 maj 2011 som sportchef efter att ha mottagit hot mot sig själv och sin familj.

## Säsongsfacit: seriematcher / mål
- 2001: 21 / 0
- 2000: ?
- 1999: 24 / 0
- 1998: 25 / 0
- 1997: ?
- 1996: 25 / 1
- 1995: 23 / 0
- 1994: ?
- 1993: ?
- 1992: ?
- 1991: ?